# Quintus Caecilius Metellus Macedonicus

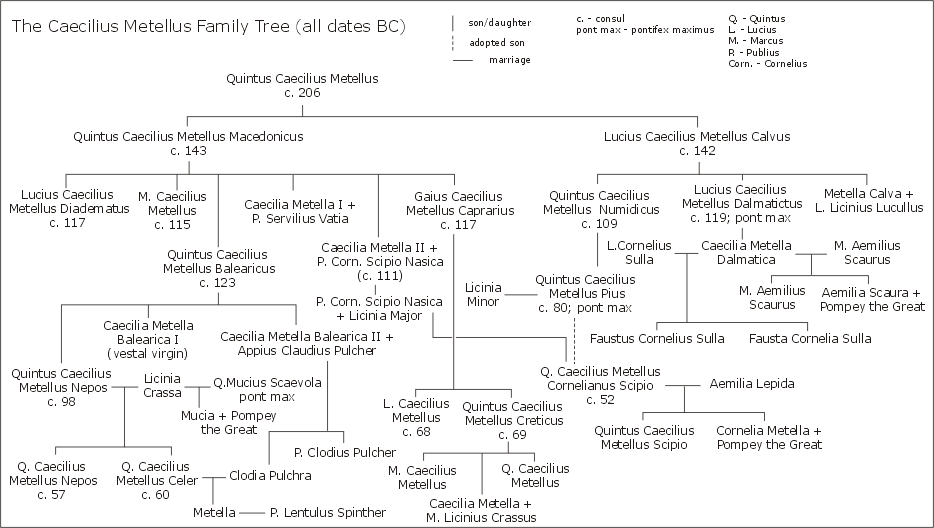
Stamboom van de gens Caecilia

Quintus Caecilius Metellus Macedonicus (ca. 210 v.Chr. - 116/115 v.Chr.) was een Romeins politicus en lid van de  invloedrijke gens Caecilia Metella.
Quintus was de oudste zoon van Quintus Caecilius Metellus, die in 206 v.Chr. consul was geweest. Metellus was een succesvol generaal, vocht in Derde Macedonische Oorlog en bracht de zegetijding van Slag bij Pydna naar Rome. Hij verzekerde in 146 v.Chr. de annexatie van Macedonië als provincia - waaraan hij zijn agnomen Macedonicus dankte - en richtte met de buit de Porticus Metelli op, die hij met geroofde kunstwerken opsmukte. Voor zijn militair succes werd hem een triumphus toegestaan.
In 154 v.Chr. werd hij tot tribunus plebis verkozen en in 148 v.Chr. tot praetor. Metellus Macedonicus streed  in 143 v.Chr. als consul en vervolgens in 142 v.Chr. als proconsul met succes tegen de Keltiberiërs en veroverde Contrebia. Het is niet zeker of hij ook hiervoor een triumphus hield. Vanaf 140 v.Chr. tot aan zijn dood zou hij ook augur zijn.
In 136 v.Chr. was hij als legatus van Lucius Furius Philus in Hispania en sloeg in 133 v.Chr. een slavenopstand in Minturnae neer. Als conservatief aristocraat was hij een uitgesproken tegenstander van de hervormingsplannen van Tiberius en Gaius Sempronius Gracchus.
In 131 v.Chr. werd hij tot censor verkozen. Als censor trachtte hij het huwelijk voor alle Romeinen verplicht te maken, maar zijn wet werd nooit aangenomen. Quintus zou in 115 v.Chr. op tweeënnegentigjarige leeftijd sterven.
Zijn vier zonen, Quintus, Lucius, Marcus en Gaius, zouden allen het consulaat hebben bekleed. Hij had daarnaast ook nog twee dochters, Caecilia Metella, moeder van Publius Servilius Vatia Isauricus, en haar gelijknamige zus Caecilia Metella, echtgenote van de consul van 111 v.Chr., Publius Cornelius Scipio Nasica Serapio.